# Fossárfoss
Der Fossárfoss ist ein Wasserfall im Osten von Island. Er wird auch Sveinstekksfoss genannt.
Dieser Wasserfall ist der letzte, bevor die Fossá (isl. Wasserfallfluss) in die Bucht Fossárvík am Südwestufer des Berufjörðurs mündet.
Die Fallhöhe beträgt 15 m.
Die Bucht wird von der Ringstraße umfahren, der Fossárfoss ist aber besser vom Urðarteigsvegur (9671) erreichbar, der weiter in das Fossárdalur führt.
Oberhalb liegen Bauernhöfe und weitere Wasserfälle.
Seit 1998 ist der innere Teil der Fossárvík durch einen Damm mit einer 40 m langen Brücke abgetrennt, über den seitdem die Ringstraße verläuft. Die Vorgängerbrücke wurde 1968 errichtet und war nur 8,5 m lang.
Im Húnaflói gibt es einen weiteren Fossárfoss.